# پانگاسیوس

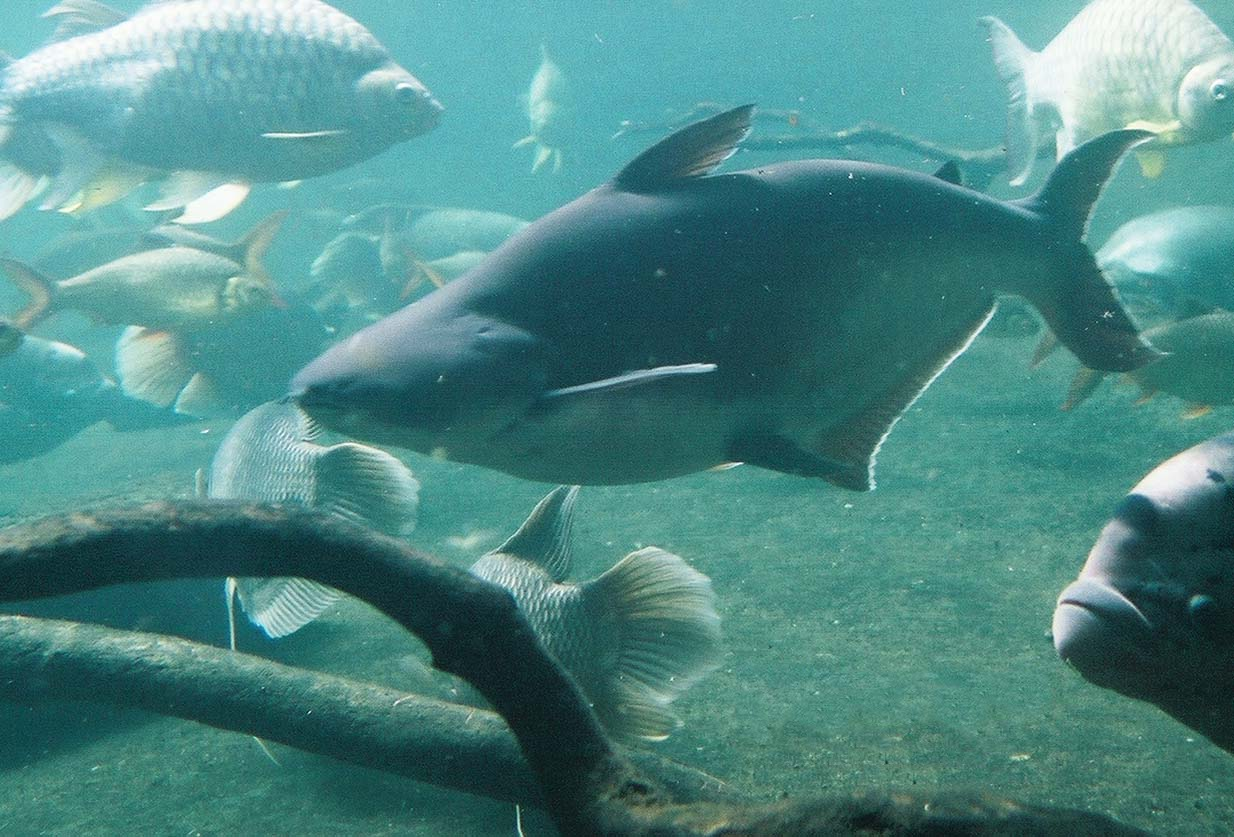
گربه ماهی کوسه رنگین کمانی

پانگاسیوس یک سرده از گربه ماهی های کوسه ای متوسط_بزرگ تا خیلی بزرگ بومی آب های شیرین شرق و جنوب شرق آسیا است. اصطلاح ((پانگاسیوس))گاهی اوقات صراحتاً برای اشاره به ماهی مهم از لحاظ تجاری ((باسا)) یا P.bocourti استفاده می‌شود 